# University Athletic Association

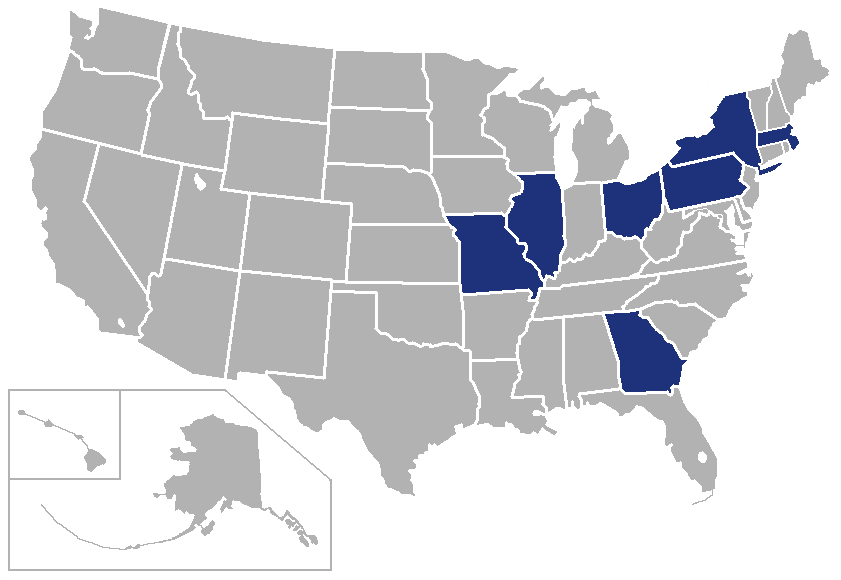
Ausdehnung der University Athletic Association

Die University Athletic Association (UAA), auch bekannt als Nerdy Nine oder Egghead Eight, ist eine aus acht Universitäten bestehende Liga für diverse Sportarten, die in der NCAA Division III spielen. Die UAA ist die einzige Liga, deren Mitglieder alle auch Mitglied der Association of American Universities sind, einem Verbund von führenden nordamerikanischen Forschungsuniversitäten.
Die Liga wurde 1986 gegründet. Die Mitglieder befinden sich in den Bundesstaaten Georgia, Illinois, Missouri, Pennsylvania, Massachusetts, Ohio und New York. Der Hauptsitz befindet sich in Rochester im Bundesstaat New York.

## Mitglieder
| Universität                        | Ort                      | gegründet | Trägerschaft | Studenten | Teamname      |
| ---------------------------------- | ------------------------ | --------- | ------------ | --------- | ------------- |
| Brandeis University                | Waltham, Massachusetts   | 1948      | privat       | 5.327     | Judges        |
| Carnegie Mellon University         | Pittsburgh, Pennsylvania | 1900      | privat       | 10.875    | Tartans       |
| Case Western Reserve University    | Cleveland, Ohio          | 1826      | privat       | 9.814     | Spartans      |
| Emory University                   | Atlanta, Georgia         | 1836      | privat       | 12.755    | Eagles        |
| New York University                | New York City, New York  | 1831      | privat       | 42.189    | Violets       |
| University of Chicago              | Chicago, Illinois        | 1890      | privat       | 14.788    | Maroons       |
| University of Rochester            | Rochester, New York      | 1850      | privat       | 9.735     | Yellowjackets |
| Washington University in St. Louis | St. Louis, Missouri      | 1853      | privat       | 13.527    | Bears         |

Alle Universitäten außer Brandeis waren Gründungsmitglieder. Die Johns Hopkins University war ein weiteres Gründungsmitglied, ist inzwischen jedoch kein Mitglied der UAA mehr.